# Aix-en-Provence
Aix-en-Provence (pronuncia /ɛk.sɑ̃.pʁɔ.vɑ̃s/, chiamata anche in italiano: Acqui di Provenza, in provenzale: Ais de Provença secondo la norma classica o Ais de Prouvènço secondo la norma mistraliana) è una città del sud della Francia situata nel dipartimento delle Bocche del Rodano, nella regione della Provenza-Alpi-Costa Azzurra, sede di sottoprefettura. Aix-en-Provence è chiamata la "Città delle mille fontane".

## Geografia fisica
È situata in una pianura percorsa dal fiume Arc, dalla cui sponda destra dista circa due chilometri. La città è situata su un leggero pendio volto a sud, in prossimità delle prime colline che circondano la montagna di Sainte Victoire.
Aix è ben collegata: si trova a 20 minuti da Marsiglia, a 30 minuti dalle spiagge, a 2 ore e mezza dalle piste da sci, a 15 minuti dall'Aeroporto di Marsiglia-Provence e a circa 3 ore da Parigi tramite TGV.

## Storia
Aix venne fondata nel 123 a.C. dal console romano Gaio Sextio Calvino, da cui prese il nome originario, Aquae Sextiae. Nel 102 a.C. nelle sue vicinanze si svolse la battaglia di Aquae Sextiae, in cui i Romani, sotto la guida di Gaio Mario, sconfissero i Teutoni che, con i Cimbri, erano in procinto di varcare le Alpi per giungere in Italia. Nel IV secolo fu capitale della provincia romana di Narbonense Seconda (Narbonensis Secunda).
Fu occupata dai Visigoti nel 477 e nel secolo successivo venne ripetutamente saccheggiata dai Franchi e dai Longobardi. Nel 731 fu occupata dai Saraceni.
Durante il Medioevo fu la capitale della contea della Provenza e raggiunse l'apice del suo sviluppo solo dopo il XII secolo, quando, sotto i casati degli Aragonesi e degli Angioini, si trasformò in un centro artistico e culturale. Con il resto della Provenza, entrò a far parte del regno di Francia nel 1487. Nel 1501 Luigi XII di Francia stabilì in Aix il Parlamento della Provenza, che durò fino alla rivoluzione francese nel 1789. Nel XVII e XVIII secolo la città fu sede della generalità della Provenza.

## Monumenti e luoghi d'interesse

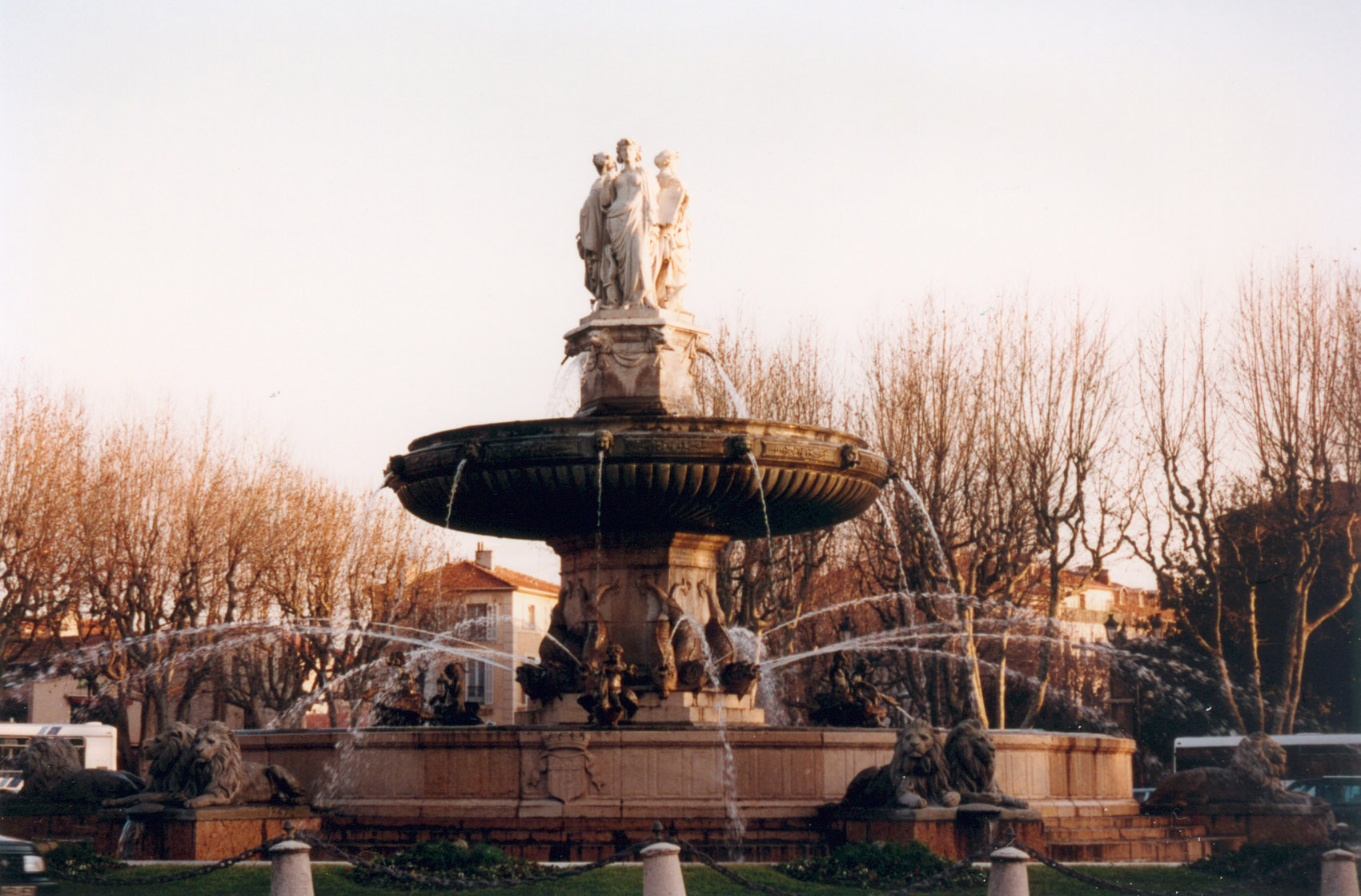
La Rotonde, al centro dell'attuale place Charles De Gaulle

Aix è un centro studentesco importante, essendo la sede delle facoltà di legge e di lettere dell'università di Provenza, Aix-Marsiglia. Molti piccoli appartamenti della città vecchia sono adibiti ad alloggi per studenti, mentre la parte nuova della città offre strutture di studio e di alloggio attorno alle sedi dell'università. La vita notturna è molto movimentata, soprattutto nei pressi della rue de la Verrerie.
- Cours Mirabeau, un largo viale alberato su cui si affacciano abitazioni con ricche decorazioni, è uno dei principali punti di riferimento della città, dividendola in due parti. La città nuova si estende verso sud e ovest, mentre la città vecchia, con le sue vie irregolari e le vecchie mura che risalgono dai secoli XVI, XVII e XVIII secolo, sorge a nord.
- La biblioteca dell'università, che ospita Il "fondo Roux", una collezione di manoscritti berberi unica al mondo per vastità e ricchezza di materiali, lascito dello studioso francese Arsène Roux (1893-1971).

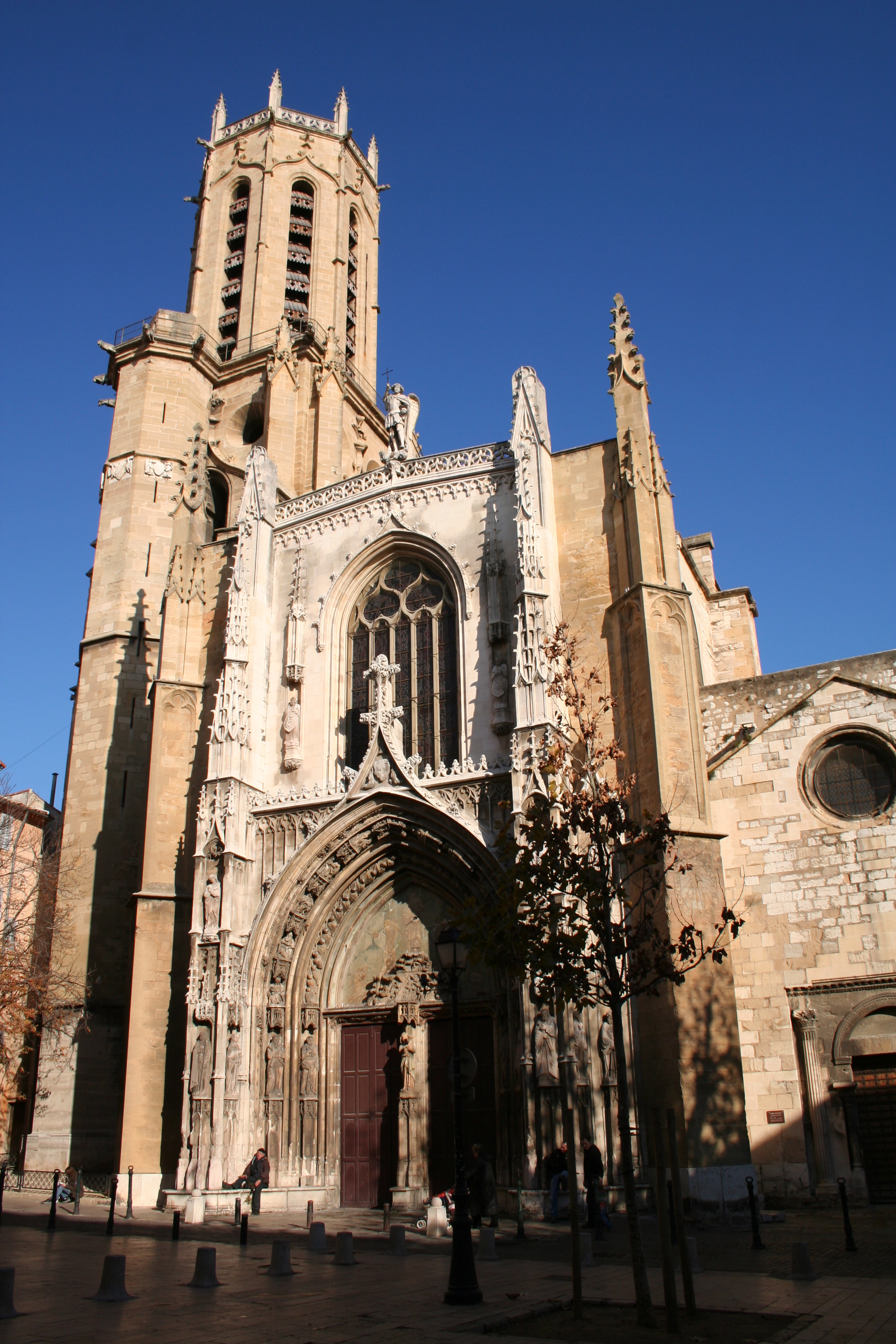
La facciata della Cattedrale del San Salvatore

- La Cattedrale di Aix (XI/XIII secolo), che ha una facciata che espone un ricco portale gotico.

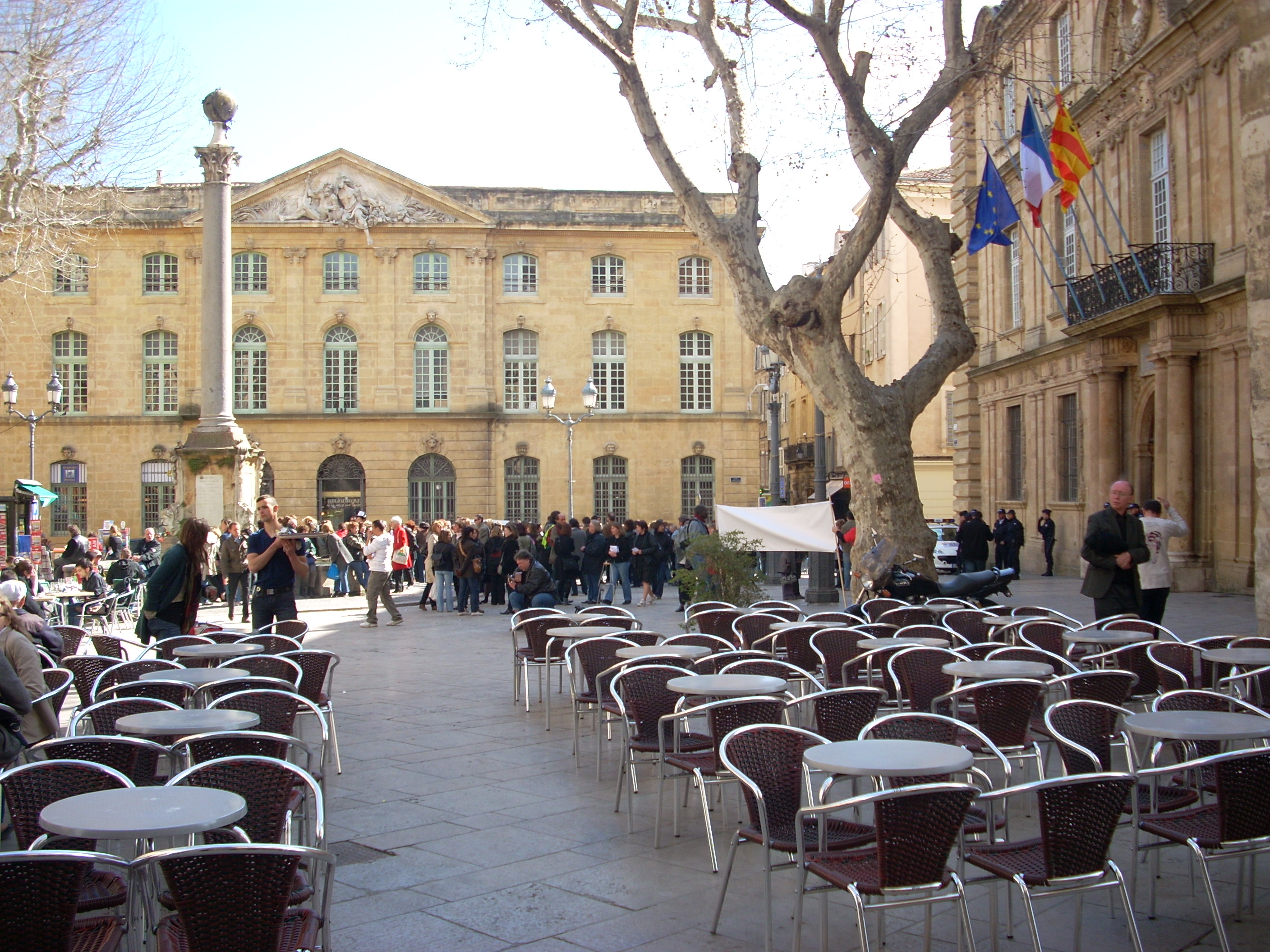
Piazza antistante allHotel de Ville

- La chiesa di Saint-Jean-de-Malte, monumento gotico risalente al XIII secolo, contiene alcuni dipinti importanti.
- La Chiesa della Madeleine, dove si trova lo scomparto centrale del Trittico dell'Annunciazione, capolavoro attribuito a Barthélemy d'Eyck.
- L'Hotel de Ville, tuttora sede del municipio della città, è una costruzione in stile classico risalente alla metà del XVII secolo, che domina una caratteristica piazza quadrata, ancora sede di un pittoresco mercato dei fiori. Contiene alcune pregiati ornamenti in legno scolpito e vi è ospitata una grande biblioteca che include molti manoscritti importanti. A fianco del municipio e rivolta verso la piazza, c'è una torre orologio eretta nel 1505.
- Il Trianon d'Aix, o Pavillon de Vendôme, palazzina di stile rinascimentale disegnata dagli architetti Antoine Matisse e Pierre Papillon per conto di Cesare di Borbone-Vendôme, duca di Vendôme nel 1665, è circondata da un piccolo giardino alla francese.

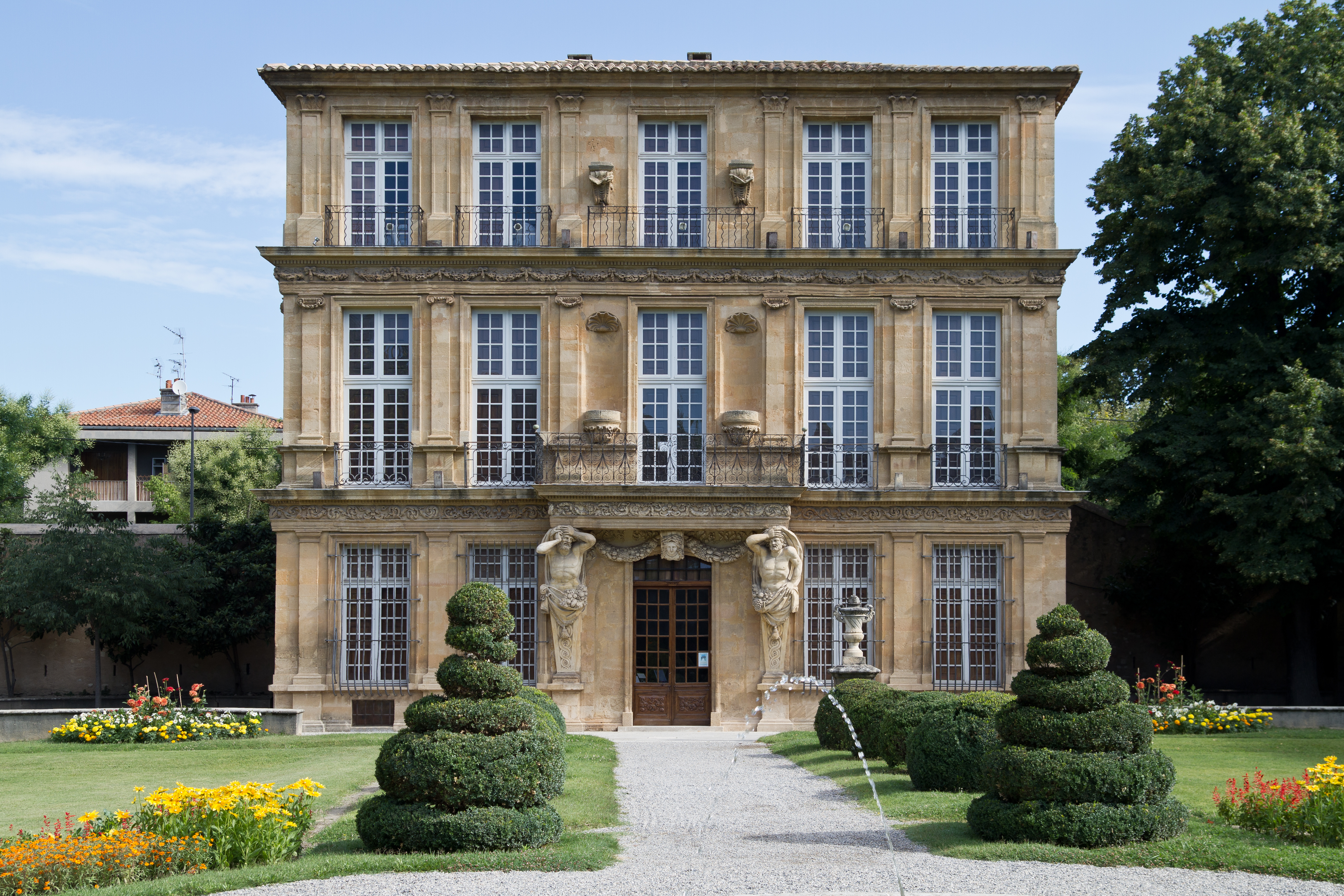
Il Pavillon de Vendôme

Aix possiede inoltre molte belle fontane, tra le quali, quella nel Cours Mirabeau, è sormontata da una statua del bon Roi René, conte di Provenza, che regnò ad Aix nel XV secolo e che è rappresentato mentre tiene in mano un grappolo di uva moscata che egli ha introdotto nella regione. Altre fontane importanti sono: 
- la Fontana dei Quattro Delfini (Fontaine des Quatre Dauphins) realizzata nel 1667 da Jean-Claude Rambot,
- la fontana d'acqua calda costruita nel 1734, che è costantemente circondata da vapore e ricoperta da muschio a causa della temperatura di 35 °C dell'acqua,
- la fontana grande, risalente al 1860, situata nella piazza La Rotonde al centro della città e al termine del Cours Mirabeau.

Esistono diverse sorgenti termali, notevoli per la loro temperatura e per contenere carbonati di calcio e acido carbonico. Le terme pubbliche furono costruite nel 1705 vicino al luogo delle terme romane di Sextius, di cui rimangono ancora resti.

## Società

### Evoluzione demografica
Abitanti censiti

## Cultura

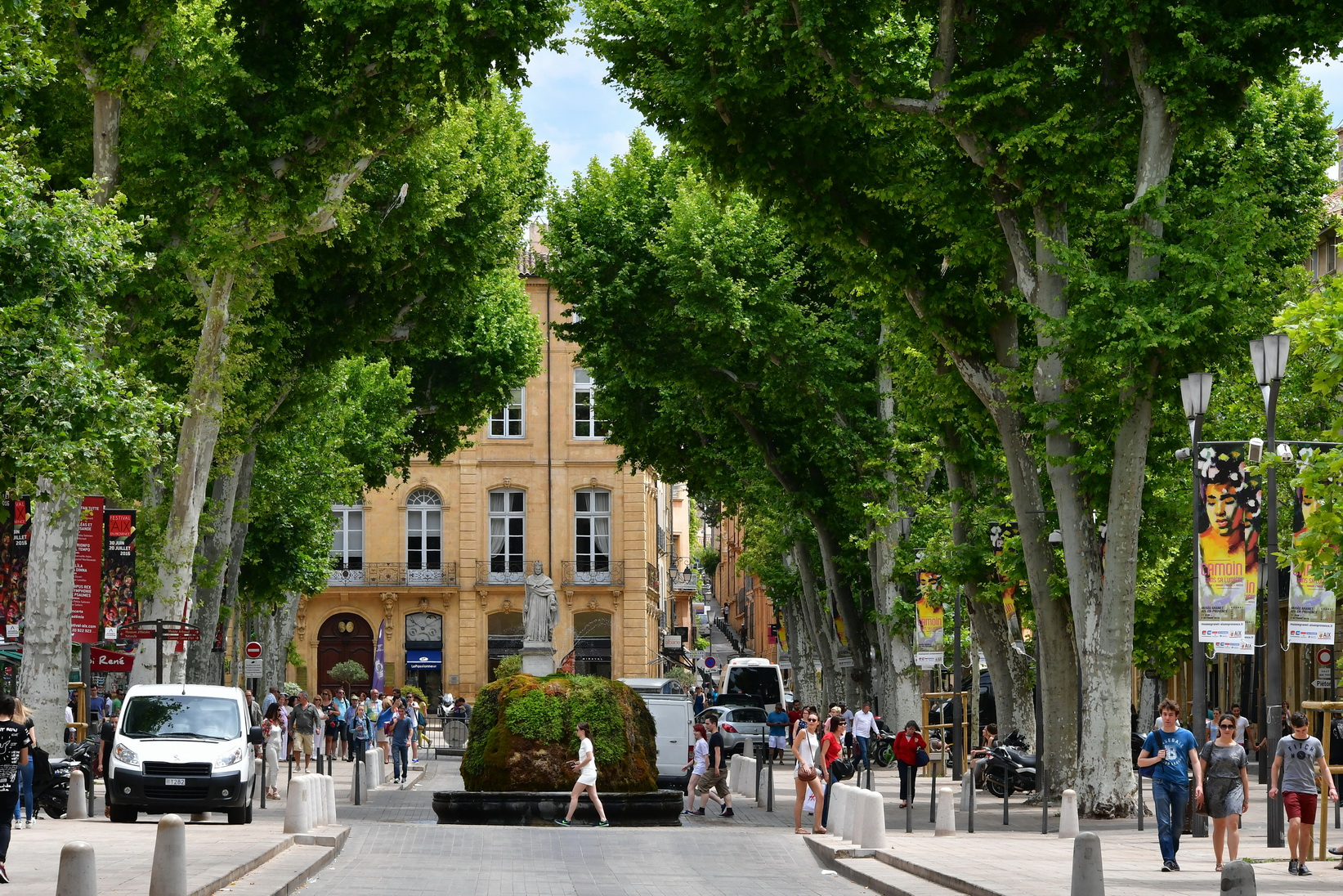
Cours Mirabeau

Il Museo d'arte della città è il Museo Granet, aperto nel 1838 e rinnovato nel 2007. È uno dei maggiori musei di Francia.
La Fondazione Vasarely, museo dedicato al padre della Op Art Victor Vasarely.
La città è sede annualmente di numerose manifestazioni culturali, di festival, mostre, etc. di carattere prevalentemente musicale e teatrale, che ne fanno una delle sedi urbane più interessanti e "colte" della Francia, grazie anche al "turismo universitario" internazionale che la distingue.
Aix-en-Provence è stata anche il set del film thriller "Delitto in Provenza" (2016), diretto da Claude-Michel Rome.

### Istruzione
La città ospita diversi campus dell'Università di Aix-Marseille.

## Infrastrutture e trasporti

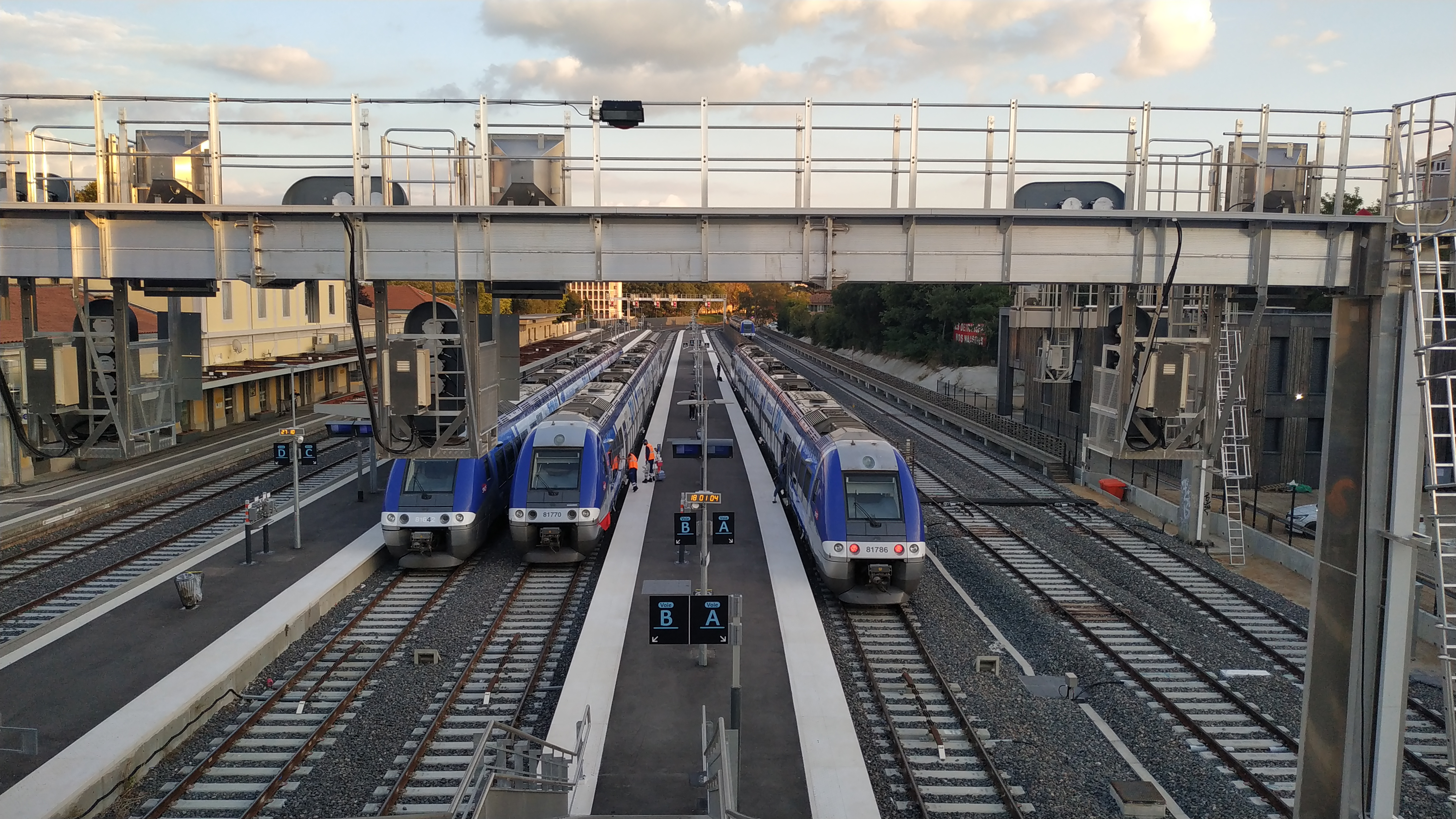
Stazione di Aix-en-Provence

### Ferrovie
La stazione ferroviaria del centro città è la Stazione di Aix-en-Provence.
Dal 2001 la città è servita anche dalla stazione di Aix-en-Provence TGV (a circa 15 km dal centro), snodo ferroviario della linea ad alta velocità che collega Marsiglia con Parigi.

## Geografia antropica

### Suddivisioni amministrative

#### Cantoni
Fino al 2014 il territorio comunale della città era ripartito su tre cantoni
- Cantone di Aix-en-Provence-Centro
- Cantone di Aix-en-Provence-Nord-Est
- Cantone di Aix-en-Provence-Sud-Ovest

A seguito della riforma approvata con decreto del 18 febbraio 2014, che ha avuto attuazione dopo le elezioni dipartimentali del 2015, il territorio comunale della città è stato ripartito su due cantoni
- Cantone di Aix-en-Provence-1
- Cantone di Aix-en-Provence-2

Nessun altro comune è compreso nei due cantoni.

## Amministrazione

### Gemellaggi
- Ascalona, dal 1995
- Bath, dal 1977
- Baton Rouge, dal 1999
- Cartagine, dal 1993
- Coimbra, dal 1982
- Coral Gables, dal 1996
- Filadelfia, dal 1998
- Granada, dal 1978
- Oujda, dal 1997
- Perugia, dal 1970
- Tubinga, dal 1960

## Sport
La città è rappresentata nel football americano dagli Argonautes d'Aix-en-Provence, che hanno vinto 8 volte il Casco di Diamante, 2 volte il Casco d'Oro e una volta la Coppa di Francia.
Nel rugby a 15 di particolare interesse è il Provence Rugby che partecipa al campionato di seconda divisione francese Pro D2 e gioca le partite casalinghe allo Stadio Maurice David.